# Slovenský horolezecký spolek JAMES
Slovenský horolezecký spolek JAMES (SHS JAMES, slovensky Slovenský horolezecký spolok JAMES) je slovenský horolezecký svaz nově založený 13. března 1990 (s tradicí od roku 1926). Je členem federací UIAA a IFSC zastřešujících horolezectví a závody ve sportovním lezení.

## Historie

### Původ názvu
Datum 14. srpna 1921, který je uvedený na odznaku JAMES, je datem prvního hodnoceného spolkového horolezeckého výkonu, který uskutečnili Mikuláš Mlynarčík, Karol Pivovarczi a Juraj Koromzay v západní stěně Lomnického štítu, kdy vystoupili až na vrchol. Dva posledně jmenovaní horolezci byli Karpatští Němci ze Spišské Nové Vsi a byli organizovaní i v Karpathenvereinu. Mikuláš Mlynarčík tuto túru popisuje takto: Je výborná nálada v chate u plesa. Kecrely a Táy, košickí turisti, priviedli sem túto milú kompániu. Na izbách sa spieva pri víne. Pripomínam, že spievala sa za vedenia Kecrelyho pesnička „Horvátha Andráša vyložili na dvor“. Každému sa tu veľmi páčila táto pieseň. I my sme sa pri nej dobre zabávali, Keď sme výbornú rascovú polievku schlípali, dali sme sa do večere, pri ktorej okrem rôznych mäsových jedlách prišla na rad aj broskyňová zaváranina – james. Vzhľadom na to, že tu na horách táto zaváranina je naším obľúbeným jedlom, len takouto zaváraninou – james, je možné primäť na vážnejšie veci. Vtedy sme si zvykli takto pobádať: poď kmotor, bude james. Náš malý turista hneď skomponoval podľa našej chuti i vhodnú melódiu na nótu „Horváth András“ tak, že miesto Horvátha Andrása do skladby zakomponoval James Mischkeho, James Karola, či James Ďura. Jednohlasne sme prijali tento veľkolepý nápad a rozhodli sme sa, že na pamiatku našej veľkej túry, keď sa aj nám iglovským podaril jeden prvovýstup, budeme spišskonovoveských horolezcov nazývať, „jamesákmi“. A v nehode, nebezpečenstve alebo pri hocakej príležitosti na zvolanie hesla „James“ jeden druhému budeme nápomocní".

### Založení
Dne 14. srpna 1926 se na chatě u Popradského plesa setkalo 39 horolezců na Zřizujícím valném shromáždění horolezeckého spolku JAMES. Plénum pověřilo Mikuláša Mlynarčíka, Františka Liptáka a Gustáva Nedobrého podepsáním stanov. V ten den byl JAMES proklamovaný jako spolek. Po dvou letech úřady schválily stanovy a spolek zaregistrovali. Protože bylo potřebné vysvětlit význam názvu spolku, jeho členové se rozhodli k písmenům přiřadit hesla vyjadřující charakter a filozofii činnosti JAMESu: Idealismus, Alpinismus, Moralita, Eugenika, Solidarita. Nikomu nevadilo, že první písmeno „I“ Idealizmus je zaměněné za písmeno „J“. Název spolku se používal až do jeho zániku v roce 1950.

### Obnovení
V roce 1964 začali horolezci diskutovat o obnově JAMESu. Tehdejší politické a společenské poměry ještě nedovolovaly naplno rozvinout tyto myšlenky. Stalo se tak až po uvolnění poměrů v červnu 1968 na plenární schůzi horolezeckých oddílů v Bratislavě. Členové obnoveného spolku změnili transkripci názvu JAMES na IAMES a ve stanovách to vyjádřili jako: I – idealismus, A – alpinismus, M – moralita, E – entuziasmus (eugenika byla už zprofanována), S – solidarita. Název IAMES se používal až do dalších politických a společenských změn v roce 1989 resp. 1990. V následujícím období po mnohých diskusích v prosinci 1989 vznikla v Bratislavě skupina „Za obnovu JAMES“. Dne 13. ledna 1990 se v Žilině uskutečnilo republikové horolezecké shromáždění, na kterém odstoupilo vedení VHZ SÚV ČSZTV a byly přijaty nové programové zásady Slovenského horolezeckého spolku JAMES.
Ustanovující valné shromáždění Slovenského horolezeckého spolku JAMES se uskutečnilo 17. března 1990. Vznikl tedy už třetí JAMES, už ne jako Slovenský horolezecký svaz ČSZTV IAMES, ale jako Slovenský horolezecký spolek JAMES (SHS JAMES). Čeští horolezci navrhli federální uspořádání horolezeckých spolků a klubů. Nový SHS JAMES po nespočetných diskusích s odpůrci federalizace vstoupil dne 8. prosince 1990 do společné Česko - Slovenské horolezecké asociace (ČSHA). To však nemělo dlouhé trvání, jelikož 1. ledna 1993 vznikla nová Slovenská republika.
Předsedou SHS James byl do roku 2007 Pavol Vašek, do roku 2019 Igor Koller a v současnosti (2021) je předsedou Anton Pacek.